# Jelsk
Jelsk ist eine Stadt in Belarus in der Homelskaja Woblasz. Im 18. Jahrhundert hieß der Ort noch Karalin.

## Sehenswürdigkeiten

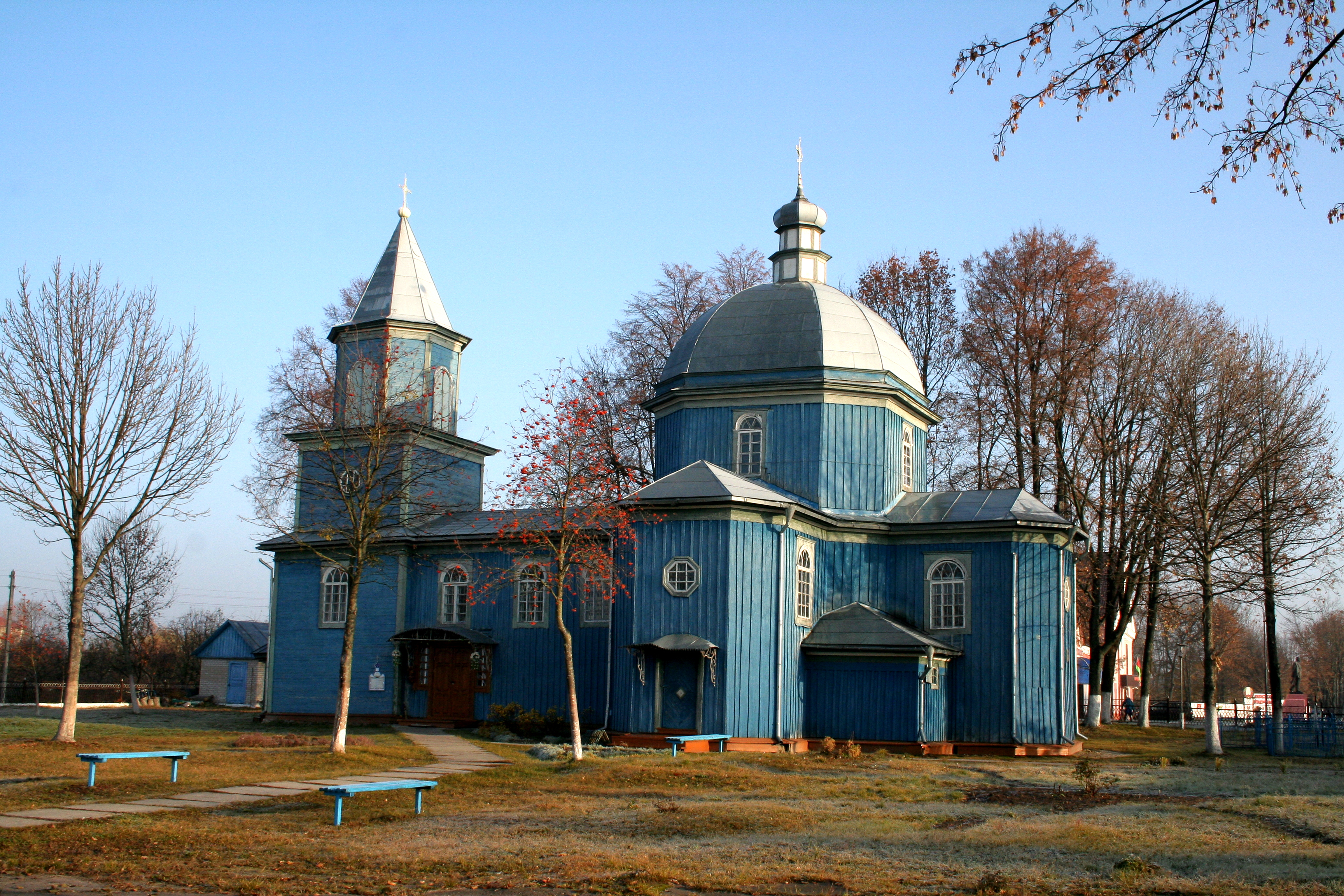
Kirche der Heiligen Dreifaltigkeit

- Kirche der Heiligen Dreifaltigkeit
- Historisches Museum